# A Profesionałna futbołna grupa (2014/2015)
A Profesionałna futbołna grupa (2014/2015) - 91. edycja najwyższej klasy rozgrywkowej piłki nożnej w Bułgarii. Podobnie jak przed sezonem 2013/2014 w tej edycji również zmniejszeniu uległa liczba startujących drużyn i w rozgrywkach wzięło udział 12 zespołów. Zasady rozgrywek były jednak identyczne jak w poprzednim sezonie. W pierwszej części wszystkie drużyny rywalizowały ze sobą systemem kołowym, a po 22. kolejce następował podział ligi na grupę mistrzowską (6 drużyn) w której rywalizowano o mistrzostwo kraju i miejsca w europejskich pucharach oraz grupę spadkową (6 drużyn) w której toczono bój o utrzymanie w lidze. Sezon rozpoczął się 19 lipca 2014 roku, a zakończył 31 maja 2015 roku. Tytuł mistrza obroniła drużyna Łudogorec Razgrad.

## Drużyny
| Uczestnicy poprzedniej edycji                                                                                 | Uczestnicy poprzedniej edycji | Uczestnicy poprzedniej edycji | Uczestnicy poprzedniej edycji |
| --- | ----------------------------- | ----------------------------- | ----------------------------- |
| RAZ | Łudogorec Razgrad             | 1                             |                               |
| CSS | CSKA Sofia                    | 2                             |                               |
| LIT | Liteks Łowecz                 | 3                             |                               |
| BOT | Botew Płowdiw                 | 4                             |                               |
| LEV | Lewski Sofia                  | 5                             |                               |
| CHM | Czerno More Warna             | 6                             |                               |
| LPL | Łokomotiw Płowdiw             | 7                             |                               |
| BSZ | Beroe Stara Zagora            | 8                             |                               |
| SLA | Sławia Sofia                  | 9                             |                               |
| LSO | Łokomotiw Sofia               | 10                            |                               |
| Awans z B PFG                                                                                                 |                               |                               |                               |
| MAR | Marek Dupnica                 | 1                             |                               |
| HAS | FK Chaskowo                   | 2                             |                               |
| Oznaczenia: - kolumna pierwsza – skróty nazw drużyn, - kolumna trzecia – miejsce zajęte w poprzednim sezonie. |                               |                               |                               |

Po poprzednim sezonie spadły drużyny: PSFK Czernomorec Burgas (11.), Neftochimik Burgas (12.), Pirin Goce Dełczew (13.) oraz PFK Lubimec 2007 (14.).

## Faza zasadnicza

### Tabela
| Lp. | Drużyna            | M  | Z  | R | P  | Bramki | Bramki | Różn. | Pkt | Uwagi                             | Bezpośrednio            |
| --- | ------------------ | -- | -- | - | -- | ------ | ------ | ----- | --- | --------------------------------- | ----------------------- |
| 1   | Łudogorec Razgrad  | 22 | 14 | 5 | 3  | 46     | 14     | +32   | 47  | Kwalifikacja do Grupa mistrzowska |                         |
| 2   | CSKA Sofia         | 22 | 13 | 5 | 4  | 39     | 15     | +24   | 44  | Kwalifikacja do Grupa mistrzowska |                         |
| 3   | Łokomotiw Sofia    | 22 | 12 | 3 | 7  | 29     | 24     | +5    | 39  | Kwalifikacja do Grupa mistrzowska | LSO 2–0 LIT LIT 4–2 LSO |
| 4   | Liteks Łowecz      | 22 | 12 | 3 | 7  | 37     | 24     | +13   | 39  | Kwalifikacja do Grupa mistrzowska | LSO 2–0 LIT LIT 4–2 LSO |
| 5   | Beroe Stara Zagora | 22 | 11 | 5 | 6  | 34     | 21     | +13   | 38  | Kwalifikacja do Grupa mistrzowska |                         |
| 6   | Botew Płowdiw      | 22 | 11 | 3 | 8  | 32     | 26     | +6    | 36  | Kwalifikacja do Grupa mistrzowska |                         |
| 7   | Lewski Sofia       | 22 | 10 | 4 | 8  | 36     | 25     | +11   | 34  | Kwalifikacja do Grupa spadkowa    |                         |
| 8   | Czerno More Warna  | 22 | 9  | 4 | 9  | 26     | 24     | +2    | 31  | Kwalifikacja do Grupa spadkowa    |                         |
| 9   | Sławia Sofia       | 22 | 6  | 5 | 11 | 24     | 30     | −6    | 23  | Kwalifikacja do Grupa spadkowa    |                         |
| 10  | Łokomotiw Płowdiw  | 22 | 5  | 5 | 12 | 13     | 36     | −23   | 20  | Kwalifikacja do Grupa spadkowa    |                         |
| 11  | Marek Dupnica      | 22 | 3  | 5 | 14 | 8      | 45     | −37   | 14  | Kwalifikacja do Grupa spadkowa    |                         |
| 12  | FK Chaskowo        | 22 | 2  | 1 | 19 | 12     | 52     | −40   | 7   | Kwalifikacja do Grupa spadkowa    |                         |

### Wyniki
| Gospodarz \ Gość   | BSZ | BOT | CHM | CSS | HAS | LEV | LIT | LPL | LSO | RAZ | MAR | SLA |
| Beroe Stara Zagora |     | 1:1 | 1:1 | 1:2 | 3:0 | 2:1 | 2:0 | 3:0 | 0:0 | 0:4 | 4:0 | 1:1 |
| Botew Płowdiw      | 3:1 |     | 2:1 | 2:0 | 2:0 | 0:3 | 3:3 | 2:0 | 1:0 | 1:2 | 3:0 | 2:0 |
| Czerno More Warna  | 4:0 | 2:1 |     | 1:1 | 1:0 | 1:0 | 0:3 | 3:0 | 0:1 | 0:0 | 0:1 | 2:0 |
| CSKA Sofia         | 0:1 | 1:0 | 3:1 |     | 4:0 | 2:0 | 2:0 | 2:0 | 3:0 | 1:1 | 5:0 | 0:0 |
| FK Chaskowo        | 1:0 | 1:2 | 0:1 | 2:4 |     | 1:4 | 1:4 | 1:2 | 0:0 | 1:0 | 0:1 | 1:5 |
| Lewski Sofia       | 0:1 | 2:1 | 1:0 | 0:3 | 8:0 |     | 2:2 | 1:1 | 1:0 | 3:2 | 4:0 | 2:0 |
| Liteks Łowecz      | 2:1 | 1:2 | 3:0 | 0:1 | 2:0 | 3:0 |     | 1:0 | 4:2 | 1:0 | 3:0 | 2:0 |
| Łokomotiw Płowdiw  | 0:3 | 0:2 | 1:1 | 0:3 | 1:0 | 1:1 | 2:0 |     | 0:4 | 1:4 | 1:0 | 1:1 |
| Łokomotiw Sofia    | 0:3 | 3:1 | 2:1 | 2:0 | 2:1 | 0:1 | 2:0 | 2:0 |     | 2:2 | 2:0 | 1:0 |
| Łudogorec Razgrad  | 1:1 | 1:0 | 2:0 | 2:0 | 3:1 | 1:0 | 4:1 | 2:0 | 5:1 |     | 3:0 | 0:0 |
| Marek Dupnica      | 0:3 | 1:1 | 1:3 | 0:0 | 2:1 | 1:1 | 0:0 | 0:0 | 0:1 | 0:4 |     | 0:2 |
| Sławia Sofia       | 0:2 | 3:0 | 1:3 | 2:2 | 1:0 | 3:1 | 0:2 | 0:2 | 1:2 | 0:3 | 4:1 |     |

Aktualne na koniec sezonu. Źródło: 
Objaśnienia:
1Drużyna gospodarzy jest wymieniona po lewej stronie tabeli.
Kolory: zielony – zwycięstwo gospodarzy, żółty – remis, różowy – zwycięstwo gości.

## Faza finałowa

### Grupa mistrzowska

#### Tabela
| Lp. | Drużyna               | M  | Z  | R  | P  | Bramki | Bramki | Różn. | Pkt | Uwagi                                        | Bezpośrednio          |
| --- | --------------------- | -- | -- | -- | -- | ------ | ------ | ----- | --- | -------------------------------------------- | --------------------- |
| 1   | Łudogorec Razgrad (M) | 32 | 18 | 9  | 5  | 63     | 24     | +39   | 63  | Liga Mistrzów UEFA • II runda kwalifikacyjna |                       |
| 2   | Beroe Stara Zagora    | 32 | 15 | 10 | 7  | 46     | 30     | +16   | 55  | Liga Europy UEFA • I runda kwalifikacyjna    | BER: 7 pts LSO: 4 pts |
| 3   | Łokomotiw Sofia (S)   | 32 | 16 | 7  | 9  | 39     | 31     | +8    | 55  | Spadek do W AFG (2015/16) 1                  | BER: 7 pts LSO: 4 pts |
| 4   | Liteks Łowecz         | 32 | 16 | 6  | 10 | 49     | 36     | +13   | 54  | Liga Europy UEFA • I runda kwalifikacyjna2   |                       |
| 5   | CSKA Sofia (S)        | 32 | 14 | 10 | 8  | 45     | 27     | +18   | 52  | Spadek do W AFG (2015/16) 1                  |                       |
| 6   | Botew Płowdiw         | 32 | 12 | 6  | 14 | 38     | 39     | −1    | 42  |                                              |                       |

#### Wyniki
| Gospodarz \ Gość   | BSZ | BOT | CSS | LIT | LSO | RAZ |
| Beroe Stara Zagora |     | 2:1 | 0:0 | 3:1 | 1:4 | 2:0 |
| Botew Płowdiw      | 1:1 |     | 3:2 | 0:1 | 0:2 | 1:3 |
| CSKA Sofia         | 0:0 | 0:0 |     | 3:1 | 0:1 | 0:0 |
| Liteks Łowecz      | 1:1 | 1:0 | 2:0 |     | 0:0 | 4:2 |
| Łokomotiw Sofia    | 0:1 | 1:0 | 1:1 | 0:0 |     | 0:0 |
| Łudogorec Razgrad  | 1:1 | 0:0 | 4:0 | 3:1 | 4:1 |     |

Aktualne na koniec sezonu. Źródło: 
Objaśnienia:
1Drużyna gospodarzy jest wymieniona po lewej stronie tabeli.
Kolory: zielony – zwycięstwo gospodarzy, żółty – remis, różowy – zwycięstwo gości.

### Grupa spadkowa

#### Tabela
| Lp. | Drużyna           | M  | Z  | R | P  | Bramki | Bramki | Różn. | Pkt | Uwagi                                       |
| --- | ----------------- | -- | -- | - | -- | ------ | ------ | ----- | --- | ------------------------------------------- |
| 7   | Lewski Sofia      | 32 | 17 | 5 | 10 | 66     | 33     | +33   | 56  |                                             |
| 8   | Czerno More Warna | 32 | 15 | 5 | 12 | 42     | 36     | +6    | 50  | Liga Europy UEFA • II runda kwalifikacyjna3 |
| 9   | Sławia Sofia      | 32 | 12 | 7 | 13 | 40     | 38     | +2    | 43  |                                             |
| 10  | Łokomotiw Płowdiw | 32 | 9  | 5 | 18 | 28     | 52     | −24   | 32  |                                             |
| 11  | Marek Dupnica (S) | 32 | 5  | 5 | 22 | 14     | 71     | −57   | 20  | Spadek do B PFG (2015/16)                   |
| 12  | FK Chaskowo (S)   | 32 | 4  | 3 | 25 | 18     | 71     | −53   | 15  | Spadek do B PFG (2015/16)                   |

#### Wyniki
| Gospodarz \ Gość  | CHM | HAS | LEV | LPL | MAR | SLA |
| Czerno More Warna |     | 2:0 | 0:2 | 1:2 | 1:0 | 1:1 |
| FK Chaskowo       | 1:3 |     | 0:5 | 2:0 | 1:0 | 0:1 |
| Lewski Sofia      | 5:2 | 1:1 |     | 5:0 | 6:0 | 2:3 |
| Łokomotiw Płowdiw | 0:1 | 4:0 | 0:1 |     | 4:0 | 1:2 |
| Marek Dupnica     | 0:2 | 3:1 | 1:3 | 1:4 |     | 1:0 |
| Sławia Sofia      | 1:3 | 0:0 | 1:0 | 3:0 | 4:0 |     |

Aktualne na koniec sezonu. Źródło: 
Objaśnienia:
1Drużyna gospodarzy jest wymieniona po lewej stronie tabeli.
Kolory: zielony – zwycięstwo gospodarzy, żółty – remis, różowy – zwycięstwo gości.

## Strzelcy
Stan na koniec sezonu
| Bramki | Strzelcy            | Drużyna           |
| ------ | ------------------- | ----------------- |
| 14     | Añete               | Lewski Sofia      |
| 13     | Martin Kamburow     | Łokomotiw Płowdiw |
| 10     | Danilo Asprilla     | Liteks Łowecz     |
| 10     | Sergiu Buș          | CSKA Sofia        |
| 10     | Radosław Wasilew    | Sławia Sofia      |
| 10     | Waleri Domowczijski | Lewski Sofia      |
| 10     | Juninho Quixadá     | Łudogorec Razgrad |
| 10     | Virgil Misidjan     | Łudogorec Razgrad |